# Комеркиарий
Комеркиарий е фискален служител, отговорен за контролираните от държавата търговия и данъци във Византийската империя. През VII и VIII век тази служба има съществена роля във фискалната система и доставките за армиите, а след средата на VIII век - главно търговски функции.